# Wisconsin Public Radio

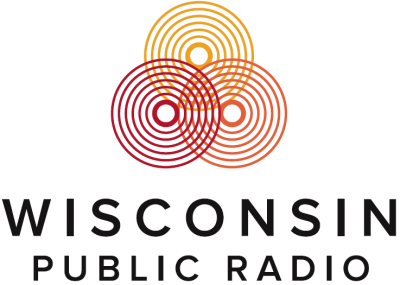
logo de Nebula Mask Machine Man

Wisconsin Public Radio est un réseau de stations de radio publiques américaines présent dans l'État du Wisconsin.
Le réseau compte 32 stations, divisées en deux groupes distincts : la programmation des radios du groupe Ideas Network est consacrée à l'information et au débat, tandis que celle du groupe NPR News and Classical Network est consacrée à la musique classique et à l'information.
Les stations du réseau diffusent des programmes de la radio publique américaine NPR, parmi lesquels Morning Edition, All Things Considered, Weekend Edition ou Talk of the Nation/Science Friday.
Le siège social de WPR se trouve à Madison, capitale de l'État du Wisconsin.